# 遠藤浩 (教育学者)
遠藤 浩（えんどう ひろし、1960年 - ）は、日本の教育学者。京都府京都市出身。京都教育大学准教授。専門はスポーツ科学。キリスト教青年会 (YMCA)での役職経験も持つ。

## 来歴
1982年3月に筑波大学体育専門学群を卒業後、大学院に進み、1986年3月に体育学研究科修士課程（コーチ学）を修了した。
2007年4月より京都教育大学准教授を務める。

## 著書
いずれも分担執筆の一人。
- 『キャンプディレクター養成テキスト キャンプディレクター必携』社団法人日本キャンプ協会、2006年1月（「身体教育学」の箇所）
- 『キャンプの知 -自然と人との教育実践から-』勉誠出版、2002年6月（「身体教育学」の箇所）
- 日本野外教育研究会（編）『野外活動-その考え方と実際-』杏林書院、2001年10月
- 『野外活動指導者養成 専門共通科目テキスト「地形に関する知識と理解」』杏林書院、1999年
- 日本野外教育研究会（編）『改訂キャンプテキスト』杏林書院、1999年3月（「5章 キャンプファイアーの理論と実際」）

## 論文
- 遠藤浩 - CiNii論文
- 遠藤浩 - CiNii論文
- 遠藤浩 - CiNii論文

## 学外での役職等
- 国際センターセンター長：1984年 - 2008年
- 京都YMCA関連
  - 国際委員講師：2008年 -
  - 神戸YMCA野外事業部講師（退任済）
- 京都府キャンプ協会理事